# Spirostreptus thalpogenitus
Spirostreptus thalpogenitus är en mångfotingart som beskrevs av Karsch 1881. Spirostreptus thalpogenitus ingår i släktet Spirostreptus och familjen Spirostreptidae. Inga underarter finns listade i Catalogue of Life.